# Květa Lelková
Květa Lelková (27. října 1908 Havlovice – 27. srpna 1986) byla česká lyžařka, zasloužilá mistryně sportu.

## Život
Květa Lelková se narodila v Havlovicích, kde stával její rodný dům (zbouraný včetně zahradnictví v roce 2024). Ze zahradnictví svých rodičů odešla pracovat jako vazačka květin do Prahy. Zde absolvovala při zaměstnání v kanceláři Svazu lyžařů večerní kurzy účetnictví a psaní na stroji. Od mládí se věnovala lyžování, ale též atletice, plavání a cyklistice. Aktivně hrála házenou, spoluzakládala ženské fotbalové družstvo Slavie Praha. Po druhé světové válce vedla krátký čas lyžařskou školu v Tatrách. V roce 1948 se vrátila do rodné vsi, kde bydlela v domku č. 89. Byla čestnou členkou běžecké sekce FIS, až do své smrti roku 1986. V roce 2009 byla na místní základní škole odhalena pamětní deska této sportovkyně. 